# Volkspartei der Russischen Föderation
Die Volkspartei der Russischen Föderation (oft kurz nur Volkspartei genannt, russisch Народная Партия / Narodnaja Partija, russische Abkürzung НПРФ / NPRF) war eine von 2001 bis 2007 existierende politische Partei in Russland.

## Inhaltliches Profil
Die inhaltlichen Schwerpunkte der Volkspartei waren dem eigenen Programm gemäß Patriotismus, eine Stärkung der Sozialpolitik und eine moralische Erneuerung Russlands. Die Ideologie ist sehr verschwommen und eine Mischung aus sozialdemokratischen, nationalistischen und populistischen Elementen. Die Partei wurde zum regierungsnahen Spektrum der politischen Landschaft in Russland gezählt und manchmal als eine künstliche Gründung in Konkurrenz zur kommunistischen KPRF gesehen.

## Geschichte der Partei
Die Partei wurde 2001 gegründet. Bei den Wahlen zur Russischen Staatsduma 2003 erreichte sie nur 1,1 % und konnte deshalb nicht direkt ins Parlament einziehen. Sie verfügte dennoch bis 2007 über 44 Abgeordnete, die als Unabhängige in die Duma gekommen und dann der Volkspartei beigetreten sind. Die Partei war zwar in 65 russischen Regionen aktiv, jedoch oft örtlich schwach und durch die Wahlgesetze ständig im Bestand bedroht. So plante sie bald eine Zusammenarbeit mit der 2006 gegründeten regierungsnahen Partei Gerechtes Russland. Wohl auch wegen der Existenznot durch das politische System in Russland schloss sie sich 2007 der größeren Partei Gerechtes Russland an.